# نج ليانغ تشيانغ
نج ليانغ تشيانغ هو منافس ألعاب قوى صيني، ولد في 4 أغسطس 1921 في سنغافورة، وتوفي بنفس المكان في 5 سبتمبر 1992.

## وصلات خارجية
- نج ليانغ تشيانغ على موقع أوليمبيديا (الإنجليزية)